# Wełyka Uholka (wieś)
Wełyka Uholka (ukr. Велика Уголька) – wieś na Ukrainie, w obwodzie zakarpackim, w rejonie tiaczowskim. W 2001 roku liczyła ok. 2 tys. mieszkańców.
Pierwsze wzmianki o miejscowości pochodzą z 1610 roku.
Wieś rozciąga się na długości ok. 10 km wzdłuż osi północ-południe. Przepływa przez nią rzeka o tej samej nazwie. Na północ od wsi znajduje się Rezerwat Masywu Uholsko-Szerokołużańskiego. Miejscową atrakcją jest źródło bogatej w żelazo wody, które nadaje jej rdzawy kolor. Dodatkowo za niewielką opłatą można zwiedzić jaskinię Mołocznyj kamiń znajdującą się ok. 400 m ponad wsią.